# آب‌گریزی

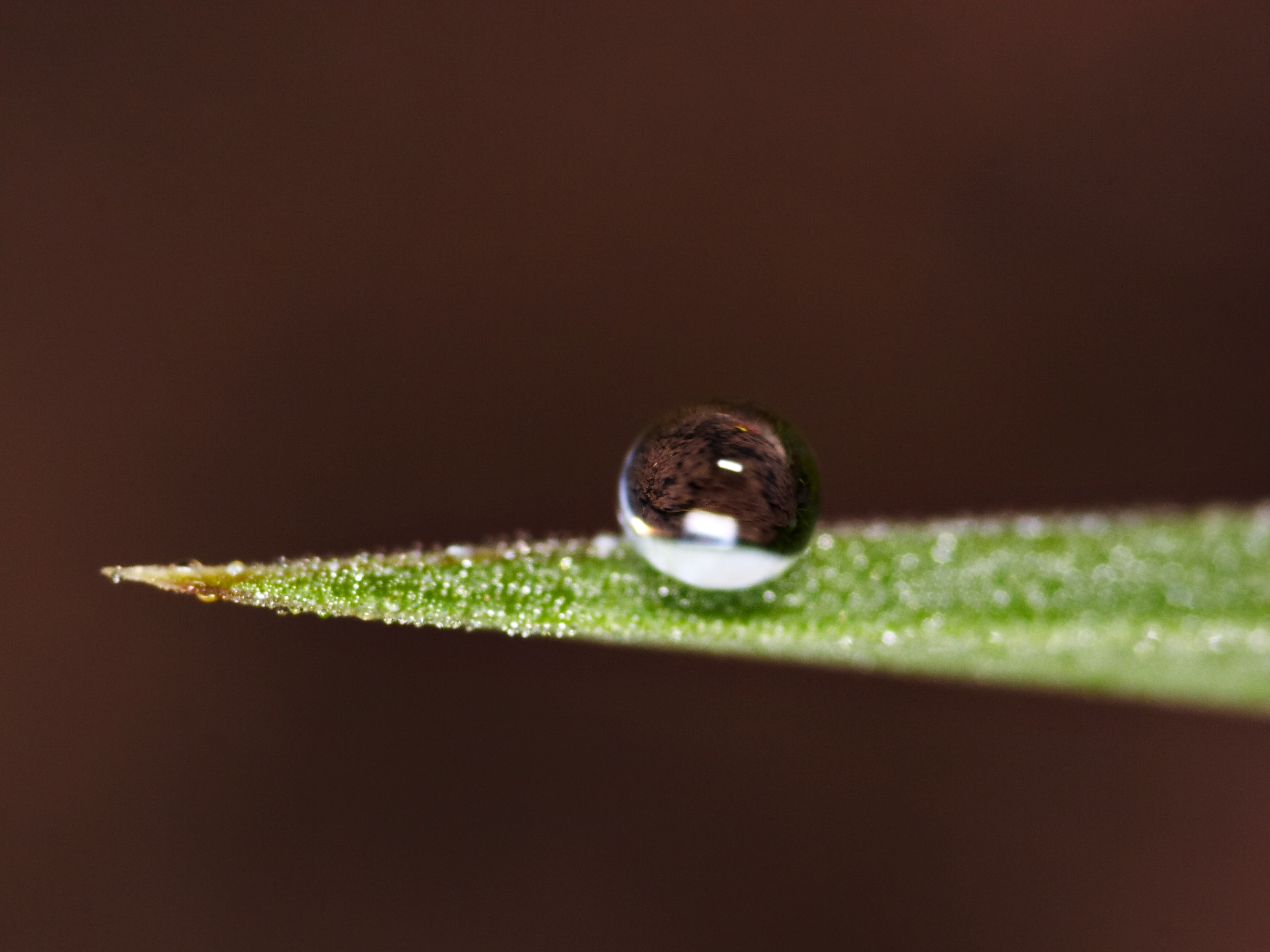
قطره شبنم بر برگی با خاصیت آب‌گریز

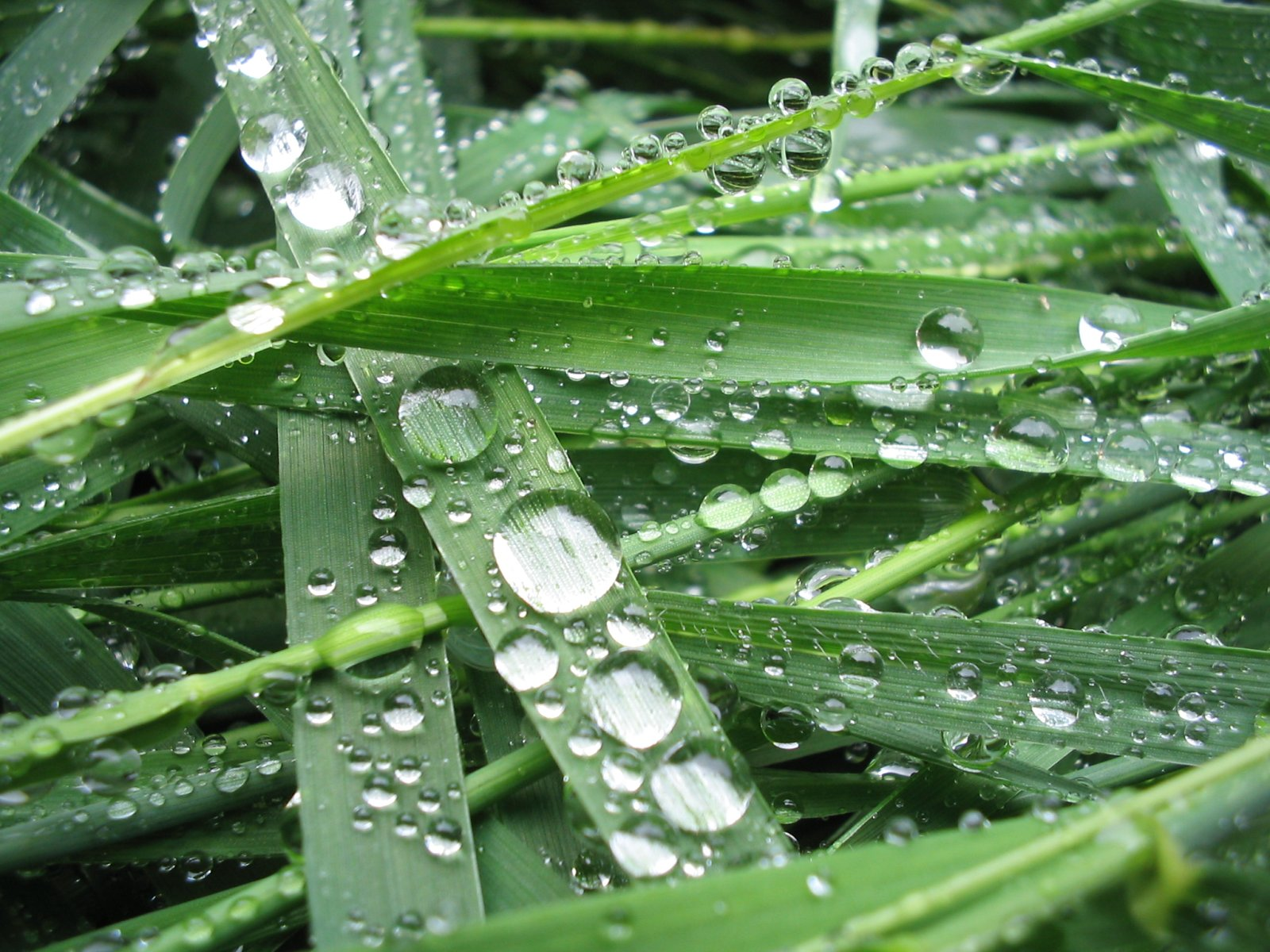
قطره‌های آب بر سطح آب‌گریز گیاه

آب‌گریز یا هیدروفوب (به انگلیسی: Hydrophobe) در شیمی و زیست‌شناسی سلول کاربرد دارد و یک پدیدهٔ فیزیکی در مولکول‌ها است که از آب دوری می‌کنند.
آبگریزی از جمله خصوصیات فیزیکی سطحی یک ماده است. مواد آبگریز به دلیل ناهمواری‌های سطحی میکرومتری و نانومتری خود، اجازه پخش شدن یا جذب شدن آب روی سطح را نمی‌دهند و از این رو موجب قطره‌ای شدن آب و سر خوردن آن می‌شوند.
مولکول‌های آب‌گریز غیرقطبی هستند و به همین خاطر تمایل به دیگر مولکول‌ها و حلال‌های غیرقطبی دارند. این مولکول‌های آب‌گریز در درون آب به هم پیوسته و تشکیل میسل می‌دهند. متقابلاً آب بر روی سطوح آب‌گریز زاویه‌تماس بسیار بزرگی به خود می‌گیرد و به‌شکل قطره‌های کروی درمی‌آید.
مثال‌هایی از مولکول آب‌گریز شامل نفت، آلکن‌ها، روغن و چربی می‌شوند. از مواد آب‌گریز در صنعت به عنوان شوینده چربی (درکنار مواد چربی‌گریز)، جداکننده‌های نفت از آب و برای زدودن ذرات غیرقطبی از سطوح قطبی استفاده می‌شود.

## پیش‌زمینه شیمیایی
طبق اصول ترمودینامیک، ذرات به سطوح پایین‌تر انرژی تمایل دارند. آب یک مولکول قطبی است و از خصلت‌های شگرف آن این است که توانایی ایجاد پیوند هیدروژنی دارد. اما مولکول‌های آب‌گریز بعلت غیرقطبی بودن ونبود ویژگی تشکیل پیوند هیدروژنی نمی‌توانند با مولکول‌های آب پیوندی ایجاد کنند. (مثل پیوندهای C_H غیرقطبی زنجیرهای هیدروکربنیِ اسیدهای چرب) در نتیجه از هم دور شده تا جایی که مولکول‌های آب با هم پیوند نسبتاً قوی هیدروژنی ایجاد می‌کنند، سطوح برخورد بین دو نوع مولکول به کمینه و حداقل رسیده و پدیده جداشدگی ایجاد می‌شود.

## زاویه تماس

قطره‌ای از مایع بر سطح جامد که قطره را فشار هوای اطراف احاطه کرده‌است. زاویه تماس، θ_{C}، زاویهٔ میان سه فاز مایع، جامد و گاز (هوا) است.

زاویهٔ‌تماس در مبحث آب‌گریز-آب‌دوست به زاویه‌ای گفته می‌شود که آخرین لبهٔ یک مایع با سطح زیرین خود ایجاد می‌کند. هر چه این زاویه (در شکل θC) بزرگ‌تر باشد، نسبت آب‌گریزی بین دو ماده بیشتر است؛ مثلاً قطرهٔ آب بر روی برگ نیلوفرآبی حجم کروی‌تری بخود گرفته و زاویه بازتری ایجاد می‌کند.
هرچه این زاویه بازتر باشد احتمال خیس شدن سطح زیرین کم‌تر می‌شود، تا جایی‌که مثلاً قطره آب بر روی برگ نیلوفرآبی زاویه‌ای حدود ۱۵۰ درجه ایجاد می‌کند. امروزه بیشتر از گذشته از این پدیده برای ساخت پارچه‌های ضدآب استفاده می‌شود.

## زیست‌سلول
در غشای سلول سد لیپیدی غشای سلول را از نفوذ آب نگهداری می‌کند.
ساختار هر لایه از غشاء از مولکول‌های فسفولیپید تشکیل شده‌است. انتهای فسفات هر مولکول فسفولیپید در آب محلول بوده و آب‌دوست است و انتهای دارای ساختار اسید چرب فقط در چربی‌ها محلول بوده و آب‌گریزاست. بخش‌های آب‌گریز غشا (دم اسیدچرب آبگریز) به هم نزدیک بوده و این پدیده منجر به عدم نزدیکی و نفوذ آب درون ماتریکس برون‌سلولی به سلول می‌شود.